# Dendropicos elliotii
A Dendropicos elliotii a madarak (Aves) osztályának harkályalakúak (Piciformes) rendjébe, ezen belül a harkályfélék (Picidae) családjába tartozó faj.
Az 1993-as Dowsett és Forbes-Watson-féle elképzelés szerint ez a madár a Mesopicos nembe tartozik, mint Mesopicos elliotii; azonban a Dendropicos-fajok közé való besorolását ma már DNS-vizsgálat támasztja alá.

## Előfordulása
A Dendropicos elliotii Angola, Egyenlítői-Guinea, Gabon, Kamerun, a Kongói Demokratikus Köztársaság, a Kongói Köztársaság, a Közép-afrikai Köztársaság, Nigéria, Ruanda és Uganda területén honos. Természetes élőhelye erdőkben és bokrosokban van. Habár elsősorban síksági madárfaj, néhol akár a 2320 méter magas hegyekre is felvonul; legalábbis oda ahol nedves esőerdők vannak.

## Alfajai
- Dendropicos elliotii elliotii (Cassin, 1863)
- Dendropicos elliotii gabela (Rand & Traylor, 1959)
- Dendropicos elliotii johnstoni (Shelley, 1887)
- Dendropicos elliotii kupeensis (Serle, 1952)

## Megjelenése
Közepes méretű harkály, melynek hossza 20-22 centiméter közötti. A pofája drapp színű, míg a homloka és a fejtető eleje fekete. A nyaka és torka fehér, ezt egy vékony olívazöld csík szegélyezi. A hím fejtetőjének a hátsó része, valamint a tarkója vörös színűek. A tojónál ezek a testrészek feketék. Mindkét nemnél a háti részek zöldesek, bronzos vagy barnás árnyalattal. A szárnyak és a farktollak felső része barna; a hímé bronzos-zöld árnyalatú, míg a tojóé zölden szegélyezett. A begy és a hasi tájék sárgás vagy fehéres, és olívazölddel csíkozott; a szélek felé a zöld csíkok sávokká válnak.

## Életmódja
Általában magányosan vagy párban látható; olykor egyéb fajokkal vegyes csapatokat alkot. A fák lombkoronái, valamint az alsóbb ágak között keresi a táplálékát. A tápláléka rovarokból áll, főleg a mohák és epifitonok között élő bogárlárvák.

### Fordítás
- Ez a szócikk részben vagy egészben  az   Elliot's woodpecker című angol Wikipédia-szócikk ezen változatának fordításán alapul.  Az eredeti cikk szerkesztőit annak laptörténete sorolja fel. Ez a jelzés csupán a megfogalmazás eredetét és a szerzői jogokat jelzi, nem szolgál a cikkben szereplő információk forrásmegjelöléseként.